# 亨升久旧址
亨升久旧址，位于山西省太原市迎泽区柳巷街道察院后社区靴巷33号。

## 历史
亨升久鞋店，由寿阳人苏晋亨出资创建于光绪二十四年（1898年）。1956年公私合营时，与另外两家私营鞋帽企业“明星”、“繁华林”合营，为太原最大的鞋帽厂。1980年代歇业。现辟为亨升久旧址博物馆。百年老字号“亨久升”鞋店。

## 建筑
位于靴巷的亨升久旧址坐西朝东、前店后厂，有房屋22间，面积618平方米。

## 保护
2011年12月31日，亨升久旧址公布为第三批太原市文物保护单位。